# Congrés Liberal Democràtic
El Congrés Liberal Democràtic (polonès: Kongres Liberalno-Demokratyczny, KLD) va ser un partit polític polonès d'ideologia liberal. Va ser fundat el juny de 1990 per Jan Krzysztof Bielecki i Donald Tusk. Tenia les seves arrels en el moviment Solidarność. Defensava l'economia de mercat i la llibertat individual, va rebutjar tot i extremisme i fanatisme i era favorable a l'entrada de Polònia a la Unió Europea, la ràpida privatització de les empreses que encara continuaven en mans de l'Estat polonès i la descentralització del govern.
A les eleccions parlamentàries poloneses de 1991 va obtenir 7,5% dels vots i 37 escons al Sejm (d'un total de 460 escons). A les eleccions de 1993, però, va obtenir el 4,0% dels vots i es va quedar sense escons. El 20 de març de 1994 es va unir amb la Unió Democràtica (Unia Demokratyczna) per a formar la Unió de la Llibertat (Unia Wolności, UW). Alguns dels ex membres del Congrés decidiren el gener de 2001 passar a formar part de la nova Plataforma Cívica.

## Resultats electorals

### Sejm
| Any  | Vots    | %          | Escons   | +/– | Govern             |
| ---- | ------- | ---------- | -------- | --- | ------------------ |
| 1991 | 839,978 | 7.49 (#7)  | 37 / 460 | Nou | Oposició (1991–92) |
| 1991 | 839,978 | 7.49 (#7)  | 37 / 460 | Nou | Coalició (1992–93) |
| 1993 | 550,578 | 3.99 (#10) | 0 / 460  | 37  | Extraparlamentari  |

### Senat
| Any  | Vots      | %    | Escons  | +/– | Govern             |
| ---- | --------- | ---- | ------- | --- | ------------------ |
| 1991 | 1,497,718 | 6.53 | 6 / 100 | Nou | Oposició (1991–92) |
| 1991 | 1,497,718 | 6.53 | 6 / 100 | Nou | Coalició (1992–93) |
| 1993 | 1,088,769 | 3.99 | 1 / 100 | 5   | Oposició           |